# Gornja Pecka
Gornja Pecka (szerbül: Горња Пецка) falu Bosznia-Hercegovinában, Bosanska krajina területén, a Szerb Köztársaságban, Mrkonjić Grad községben.

## Fekvése
Bosznia-Hercegovina közép-nyugati részén, Banja Lukától légvonalban 56, közúton 82 km-re, községközpontjától légvonalban 16, közúton 26 km-re délnyugatra, a Dinári-hegységben, 570 méteres magasságban az M 15-ös Mrkonjić Grad és Glamoč közötti főút mentén, tőle nyugatra fekszik. 

## Népessége
| Nemzetiségi csoport | Népesség 1991 | Népesség 2013 |
| ------------------- | ------------- | ------------- |
| Szerb               | 364           | 124           |
| Bosnyák             | 0             | 0             |
| Horvát              | 0             | 1             |
| Jugoszláv           | 0             | 0             |
| Egyéb               | 5             | 0             |
| Összesen            | 369           | 125           |

## Története
A Velika Gradina lelőhely leleteinek tanúsága szerint határában már az őskorban erődítmény állt, melynek korát a bronzkorra és a vaskorra teszik.
A 3. században itt, a Salona - Servitium (Bosanska Gradiška) út (melyet később Turmanski putnak neveztek) mentén volt egy Sarnade nevű római város. Sarnada létezése összefügg az 530-as szalonikai zsinat határozatával is, melyet a város plébánosa, azaz a sarnadai plébánia főpapja is aláírt. A plébánia ekkor a sziszeki egyházmegyéhez tartozott. A középkorban szász bányászok dolgoztak itt, amit az itt talált salakmaradványok és fémdarabok tanúsítanak.
A település Pecka nevéről számos legenda kering. Az egyik változat szerint valamikor itt téglát égettek, innen a Pecka név. Egy másik magyarázat szerint a szerbiai hasonló nevű faluból érkeztek ide telepesek, végül a legvalószínűbb magyarázat az, hogy a falu nevéhez Szent Petka kultuszának tisztelete fűződik. Úgy tartják, hogy a mai templom egy középkori templom alapjaira épült, mert az 1517-ből származó török defter szerint Peckán volt egy kolostor, ahol szerzetesekről emlékeznek meg. A török feljegyzések szerint a 16. század közepén, a kolostor élén egy Max nevű szerzetes és egy Jovan nevű pap állt. A helyi folklórban és a költészetben is megtalálható a peckai középkori ortodox templom emléke.
Peckát a török okiratok még Kozara néven említik. Az 1879-es osztrák-magyar népszámlálás szerint Pecka községnek összesen csaknem kétezer lakosa volt, külön Dolnja Pecka településnek pedig 53 háza és 374 ortodox lakosa volt. A Trbovo dol alatt található a Szana folyó három forrása. A hely természet adta védelem alatt állt, mert nincsenek bekötőutak, és a terep kialakítása olyan, hogy hosszú ideig nem történt urbanizáció. 1910-ben az egységes Peckának 427 háza és 2629 ortodox szerb lakosa volt. 1921-ben az akkor egységes Peckában 424 házat és 2476 lakost számláltak. Az első általános iskola a múlt század harmincas éveiben nyílt meg egy magánházban.
A mini erőmű építése 2014 elején kezdődött meg. A folyó tisztaságának megőrzése érdekében Donji Vrbljaniban megalakult a Szana Védelméért Koalíció, amely 23 civil szervezetből áll Ribnik önkormányzata vezetésével, amelyen keresztül a későbbiekben átfolyik a Sana. Az említett Összefogás érvelése az, hogy a Mednai Erőmű Szana folyón való megépülése által végül realizálódó haszon közel sem éri el az okozott környezeti károkat.

## Nevezetességei
- Kristovi – késő középkori temető maradványai 10 db fennmaradt stećak sírkővel.[4]

- Velika Gradina – őskori erődítmény maradványai, a korabeli sáncok nyomaival. Az erőd a késő bronzkorból és a vaskorból származik.[4]

## Fordítás
- Ez a szócikk részben vagy egészben  a   Donja Pecka című bosnyák Wikipédia-szócikk ezen változatának fordításán alapul.  Az eredeti cikk szerkesztőit annak laptörténete sorolja fel. Ez a jelzés csupán a megfogalmazás eredetét és a szerzői jogokat jelzi, nem szolgál a cikkben szereplő információk forrásmegjelöléseként.